# M Basket Mažeikiai
M Basket Mažeikiai (lituano: Mažeikių M Basket), también conocido como M Basket-Delamode Mažeikiai por motivos de patrocinio, es un club de baloncesto lituano, con sede en la ciudad de Mažeikiai. Fundado en 2005, compite en la Lietuvos Krepšinio Lyga, la primera competición de su país.. Disputan sus partidos como local en el Telšiai Arena, con capacidad para 1.000 espectadores.

## Historia
El BC Mažeikiai fue fundado en 2005 por el gobierno de Mažeikiai y varios empresarios. En 2013, Mažeikiai acabó campeón de la NKL, la segunda división del país, logrando el ascenso a la LKL. Sin embargo el equipo tuvo que permanecer en la NKL porque su pabellón de juego no cumplía los requisitos para jugar en la LKL, repitiendo título título de la NKL al año siguiente. Debutaron en la LKL en 2014, pero fueron relegados a la NKL al año siguiente después de una temporada desastrosa. Regresó a la máxima competición en la temporada 2023-24, tras acabar en segunda posición en la NKL.

## Trayectoria
| Temporada | Nivel | Liga | Pos. | KMT Cup        |
| --------- | ----- | ---- | ---- | -------------- |
| 2005–06   | 3     | RKL  | 1.º  |                |
| 2006–07   | 3     | RKL  | 4.º  |                |
| 2007–08   | 2     | NKL  | 14.º |                |
| 2008–09   | 2     | NKL  | 3.º  |                |
| 2009–10   | 2     | NKL  | 3.º  |                |
| 2010–11   | 2     | NKL  | 2.º  |                |
| 2011–12   | 2     | NKL  | 7.º  |                |
| 2012–13   | 2     | NKL  | 1.º  |                |
| 2013–14   | 2     | NKL  | 1.º  |                |
| 2014–15   | 1     | LKL  | 11.º |                |
| 2015–16   | 2     | NKL  | 7.º  |                |
| 2016–17   | 2     | NKL  | 12.º |                |
| 2017–18   | 2     | NKL  | 6.º  |                |
| 2018–19   | 2     | NKL  | 14.º |                |
| 2019–20   | 2     | NKL  | 10.º |                |
| 2020–21   | 2     | NKL  | 14.º |                |
| 2021–22   | 2     | NKL  | 8.º  |                |
| 2022–23   | 2     | NKL  | 2.º  |                |
| 2023–24   | 1     | LKL  |      | Fase de grupos |

1. ↑  Ascendido a la LKL, despuñes de que el Žalgiris-2 no pudiera jugar en la misma categoría que el equipo senior.